# Heitenried
Heitenried är en ort och kommun i distriktet Sense i kantonen Fribourg, Schweiz. Kommunen hade 1 403 invånare (2023).